# Hitlerhälsning

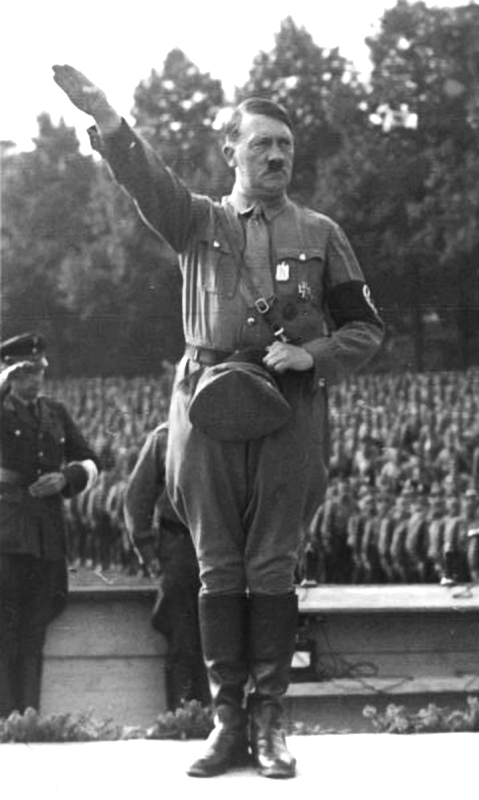
Adolf Hitler vid Reichsparteitag 1933.

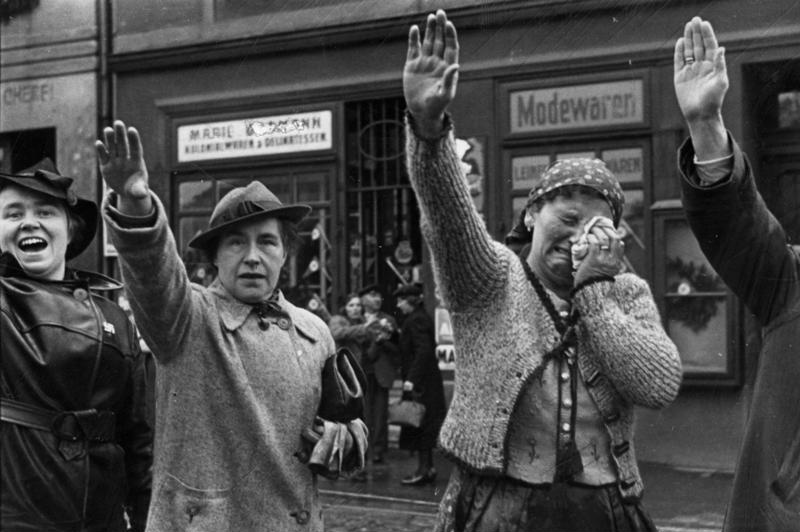
Sudettyskar i Cheb (nuvarande Tjeckien) som gör hitlerhälsning mot tyska soldater i oktober 1938.

En hitlerhälsning (tyska: Hitlergruß), eller nationalsocialistisk hälsning, ursprungligen Tyska hälsningen (tyska: Deutscher Gruß), var en hälsning inom Nationalsocialistiska tyska arbetarepartiet och efter maktövertagandet i hela Tyskland under nazisternas regim. Den innebar att högerarmen utsträcktes i en vinkel mitt emellan vågrätt och lodrätt uppåt, samtidigt som frasen Heil Hitler eller Sieg heil uttalades. Då Adolf Hitler personligen hälsades, uttalades istället frasen Heil mein Führer. Hälsningen var ett led i personkulten kring Führern Hitler.

## Beskrivning
Hitlerhälsningen är baserad på den hälsning som togs i bruk av de italienska fascisterna i början av 1920-talet. Den har kallats "romersk hälsning" då den då antogs ha använts i antikens Rom. Det är dock en oriktig benämning eftersom den inte finns beskriven i antika texter eller är avbildad i något skulpturverk eller på något mynt från den tiden.
Frasen Sieg heil betyder var hälsad seger eller med äldre svenska hell seger. Svenska nynazister, som i dag använder hälsningen, benämner den därför segerhälsning. På svenska kallas den annars även för heilning.

## Hitlerhälsning i lagen
Att göra en hitlerhälsning offentligt är olagligt i många länder, bland annat flera länder som var ockuperade av Nazityskland under andra världskriget. Hälsningen är förbjuden i Österrike, Nederländerna och Tjeckien och kan ge upp till 6 månaders fängelse i Tyskland.
Hitlerhälsningen är inte uttryckligen förbjuden i Sverige, men kan enligt rättspraxis medföra åtal som ett led i brottet hets mot folkgrupp.

### Webbkällor
- ”Der "Deutsche Gruß": Das deutlich sichtbare Bekenntnis zum Reich Adolf Hitlers”. NS-Archiv: Dokumente zum Nationalsozialismus. http://www.ns-archiv.de/system/kultur/deutscher-gruss/. Läst 5 april 2016.